# Естер Інгліс
Естер Інгліс ([ˈɛstər ˈɪŋɡlz] EST-er ING-gəlz або [ˈɛstər ˈɪŋlz] EST-er ING-əlz) (1571—1624) була вправною представницею класу ремісників, а також мініатюристкою, яка володіла кількома навичками в таких сферах, як каліграфія, письмо та вишивання. Вона народилася в 1571 році або в Лондоні, або в Дьєппі, а згодом переїхала до Шотландії, де згодом виросла та вийшла заміж. Поділяючи схожість із Джейн Сеґар, Інгліс завжди підписувала свої роботи та часто включала свої автопортрети в акт написання. Однак, на відміну від Джейн Сеґар, Інгліс успішно побудувала кар'єру на основі рукописних книг, створених для королівських покровителів. Протягом свого життя Інгліс написала близько шістдесяти мініатюрних книжок, які демонструють її каліграфічну майстерність із картинами, портретами та вишитими обкладинками. Свої книги вона здебільшого присвятила монархам Єлизаветі I, Якову VI і I, а також людям, які були при владі під час їх правління. Вона померла близько 1624 року у віці 53 років.

## Раннє життя
Інгліс народилася в родині Ніколаса Ланґлуа та Марі Прессо в 1571 році. Ланґлуа був шкільним учителем, який пізніше став магістром французької школи в Единбурзі, а Прессо була вправною каліграфісткою. Обоє її батьків походили з Франції, хоча невідомо, коли вони переїхали до Единбурга, Шотландія. Деякі джерела стверджують, що вони переїхали приблизно в 1569 році після втечі з Франції як протестантські біженці, тоді як інші стверджують, що це сталося лише після різанини в день Святого Варфоломія близько 1574 року Деякі джерела також стверджують, що Ланґлуа став магістром французької школи в Единбурзі в 1574 році, тоді як інші стверджують, що це сталося лише приблизно в 1580 році. У березні 1580 року Яків VI дав Ніколя Ланґлуа та Марі Пресо 80 шотландських фунтів стерлінгів на погашення їхніх боргів, укладених двома роками раніше.
Ланґлуа викладав як усну, так і письмову форми французької мови, а також почерк писаря, за що отримав довічну ренту від короля Якова VI після того, як став магістром французької школи в Единбурзі. Він навчав дочок шевця Фреміна Алезарда. Завдяки його знанням і професії вчителя, підозрюють, що Інгліс здобула гуманітарну освіту від свого батька. Крім того, через навички її матері в каліграфії, майже напевно, що Інгліс навчилася своїх каліграфічних навичок від неї. Хоча письмових доказів немає, Інгліс визнала свій борг перед батьками в одному зі своїх ранніх рукописів, Livret contenant diverses sortes de lettres, де вона каже: «Обидва батьки попросили мене, дочка написала, порушуючи скучність вигнання своїм пером». Ніколас Ланґлуа помер близько 1613 року, а його вдова Марі Прессо продовжувала жити в Единбурзі в будинку, орендованому у Джона Джексона. Міська рада погодилася платити їй орендну плату.
Інгліс дуже пощастило, що у неї були не тільки знаючі і досвідчені батьки, які навчали її і пропонували їй таке просунуту освіту, але і батько, який допомагав їй у роботі. Хоча це все ще не було повністю нормою, це не вважалося рідкістю, оскільки в той період часу були й інші жінки раннього нового часу, які здобували освіту за допомогою цієї форми просунутого домашнього навчання. До Інгліс сім'я Морелей у Франції викликала загальне захоплення як анклав гуманістів, очолюваних дипломатом і королівським наставником Жаном де Морелем і поетесою Антуанеттою де Лойн.

## Шлюб і кар'єра

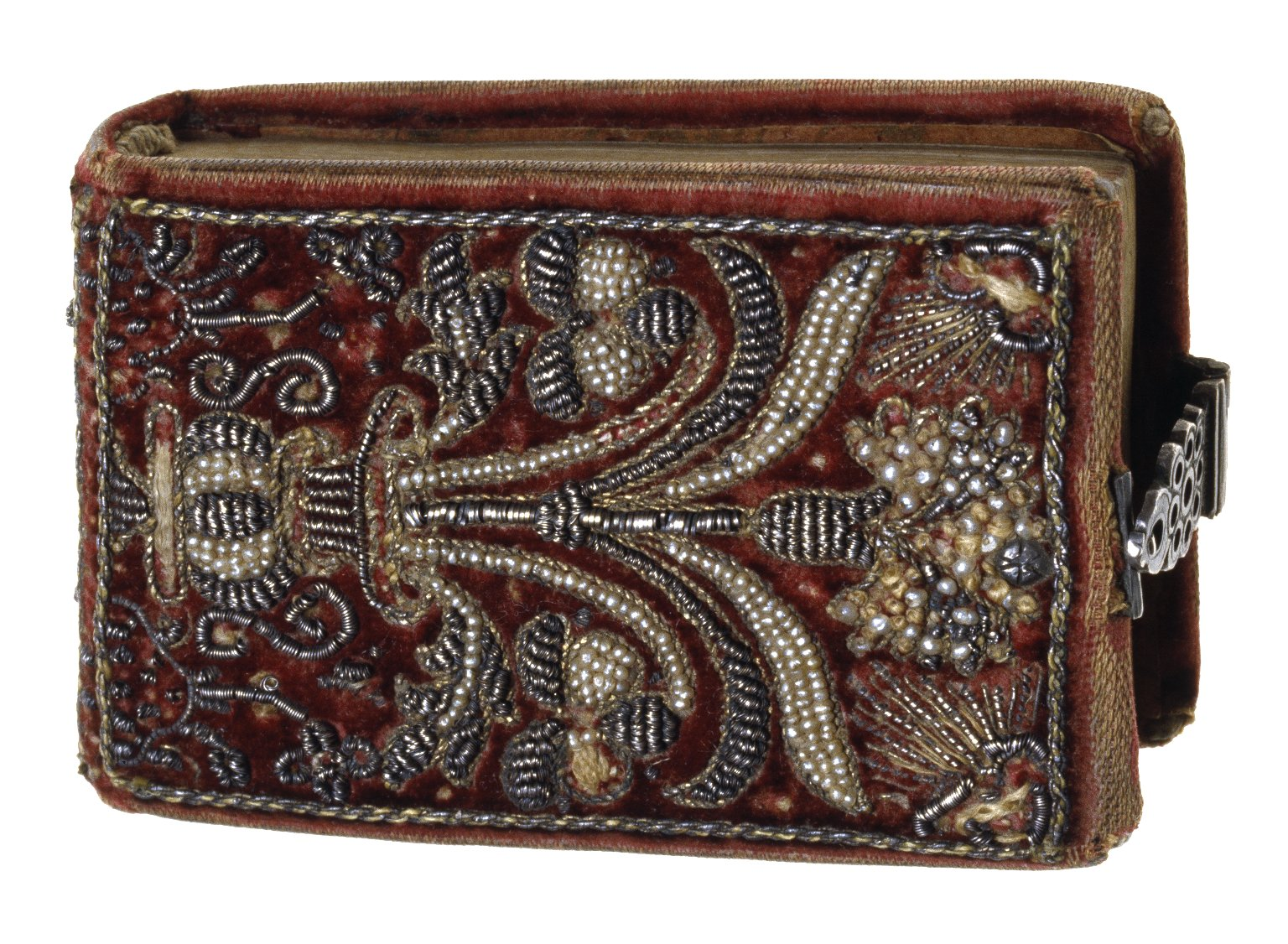
Обкладинка Argumenta psalmorum Davidis, вишита Інглісом у 1608 році (Бібліотека Шекспіра Фолгера, Va94)

Кар'єрою Інгліс спочатку керував її батько, який написав присвятні вірші для її ранніх книг. Після того, як Інгліс вийшла заміж за Бартоломео Келло в 1596 році, родича лорда Голірудхауса, він замість цього почав їй допомагати. Келло іноді писав присвятні листи та вірші, вихваляючи одержувачів робіт Інгліс, а також саму Інгліс, будучи настільки захопленим її вмінням, що часто підписувався в книзі як «чоловік прикрасниці книги». Шлюб стався після «закінчення» її домашнього способу життя, що було загальною темою серед жінок-інтелектуалів у цей часовий період. Келло працював клерком у дворі Якова VI, при якому Інгліс, здається, працював писарем Келло, хоча інші дослідження, здається, стверджують, що король Яків VI використовував обох як писарів. У наказі Келло від Якова VI він стверджує, що «зазначений Бартільмо Келло має написати або зробити так, щоб усі зазначені листи на його розсуд були написані НАЙВИШУКАНІШИМ ПИСЬМЕННИКОМ ЦЬОГО КОРОЛІВСТВА». Це, здається, вказує на те, що Інгліс зможе виробляти предмети, доки Келло контролюватиме її роботу.
Оскільки Келло був клерком, його роботою було надання різних типів документів, таких як паспорти, відгуки та рекомендаційні листи. У той час як Інгліс виготовила ці предмети для Келло, вона також використала свої навички для виготовлення низки подарункових книг. Келло також відповідав за доставку цих документів, і, доставляючи їх, він додавав копію подарункової книги від своєї дружини, швидше за все, сподіваючись на винагороду. Келло часто використовував книги Інгліс як причину подорожувати за кордон, подібно до того, як він використовував свої поїздки як посильний або збирач інформації, щоб подарувати книги своєї дружини та нав'язати господарям за винагороду. Саме в цих книгах Інгліс продемонструвала свої таланти та вміння, представивши вражаючі малюнки на титульних сторінках і встановивши творчі межі на кожній сторінці тексту. Кажуть, що рукописи були зроблені настільки чудово, що виглядали як надруковані твори, а не як намальовані від руки. Приблизно в цей часовий період, оскільки друк став більш доступним як зростаюча технологія, рукописи, виготовлені вручну, стали все більш цінними. Серед усіх рукописів у цю епоху книги Інгліс важливі, оскільки вони мали дуже крихітні розміри, найменший рукопис розміром півтора сантиметри на два дюйми або два дюйми на три дюйми, як-от Argumenta Psalmorum Davidis на табличці 8, присвяченій Генрі Фредеріку, принцу Уельському в 1608 році. Інгліс також є однією з трьох жінок, зазначених як художниці в Шотландії до 1700 року, поряд з Аполлонією Кікіус і місіс Морріс у біографічному словнику Майкла Аптеда та Сьюзен Ханнабус.
Келло та Інгліс були не тільки коханцями, але й колегами по бізнесу. У 1598 році вони втратили інвестицію в 4000 шотландських фунтів стерлінгів через збанкрутілих королівських фінансистів Томаса Фуліса та Роберта Джоузі. Інгліс була писарем Келло для його роботи, а з часом він став її піарником і бізнес-менеджером. Коли Яків став королем Англії, Келло та Інгліс переїхали до Ессекса поблизу Лондона і жили там приблизно з 1606 по 1615 рік, а потім повернулися до Единбурга, де вони залишалися до смерті Інгліс у 1624 році. Переїхавши до Англії, Келло та Інгліс, швидше за все, сподівалися відновити свою роботу канцеляристом і писарем, але Джеймс успадкував суд від королеви Єлизавети, що ускладнив це. Келло також став ректором Віллінгейла в Ессексі в 1607 році, а пізніше став ректором Спексхолла в Саффолку в 1620 році.

## Ранні рукописи: 1605—1607
Перший рукопис, який Інгліс представила в Англії, був присвячений Сюзанні Герберт у лютому 1605 року, людині, яку вона не знала особисто. Рукопис становив уривки релігійного тексту та декоративні алфавіти, і, без сумніву, був зібраний, щоб продемонструвати свою майстерність каліграфа. Оскільки Герберт лише нещодавно стала леді Герберт, можливо, Інгліс подарувала їй цей рукопис, сподіваючись на посаду в домашньому господарстві Герберта, а також на винагороду за сам рукопис.
Після 1605 року Інгліс почала звертатися до своїх прихильників сама, а не чоловік, який робив це за неї. У січні 1606 року Роберт Сідні, Люсі Рассел, графиня Бедфордська, і леді Ерскін із Дірлетона отримали від Інгліс подарунок на Новий рік. Як і Герберт, всі троє цих людей були незнайомі Інгліс, оскільки вона не знала жодну з них особисто. Однак, на відміну від рукопису, представленої Герберт, ці рукописи демонстрували новий стиль Інгліс. Її книжки були меншими та довгастими, кожна сторінка тексту була ілюстрована барвистою квіткою чи пташкою. Її титульні сторінки також мали квітчасті рамки, а довгастий розмір книг був унікальним, оскільки їх ніколи не було знайдено в інших середньовічних рукописах цієї епохи. Подібно до рукопису, переданого Герберту, ці подарункові книги мали продемонструвати майстерність Інгліс як каліграфа. Кожна сторінка написана іншим стилем, хоча алфавіту не було, як це було в рукописі, переданому Герберту. Натомість у верхній частині кожної сторінки були різнокольорові птахи, квіти чи метелики.
Інгліс по суті використовувала опубліковані книги як початок для власної творчості. Ремісники в цей період, як правило, скопійовували текст з інших книг, переписувавши його за допомогою стилізованих підписів та додавання. Однією з поширених практик серед ремісників було створення кількох копій однієї книги, але з різними присвятами, кожна з яких адресована різному одержувачу. Іншою поширеною темою серед ремісників у цей період також було переписування вже надрукованих текстів назад у рукопис.
У липні 1606 р. король Крістіан із Данії приїхав до Англії. Канцлер Крістіан Фріс супроводжував його, який був добре відомий своєю щедрістю. Через це Інгліс підготувала ще один квітковий ілюстрований рукопис для Фріса, напевно, сподіваючись на щедру винагороду. Цей рукопис був здебільшого схожий на три новорічні подарунки, хоча Інгліс намалювала інші квіти, взяті з іншої серії, Florae Deae. Вважається, що ця серія була надзвичайно популярною в той час, оскільки ті самі квіти пізніше були намальовані на розписному склі в парку Лідіард у Вілтширі, а також в інших містах.
Хоча Інгліс не справляла враження дуже винахідливою художниці, вона часто уявляла себе висококваліфікованої художницею, чиї роботи варто використовувати і колекціонувати. Вона також була наполегливою у визнанні своїх талантів, часто включаючи в свої подарунки текст із написом «написано та освітлено мною, Естер Інгліс».

## Меценатство принца Генріха: 1607—1614

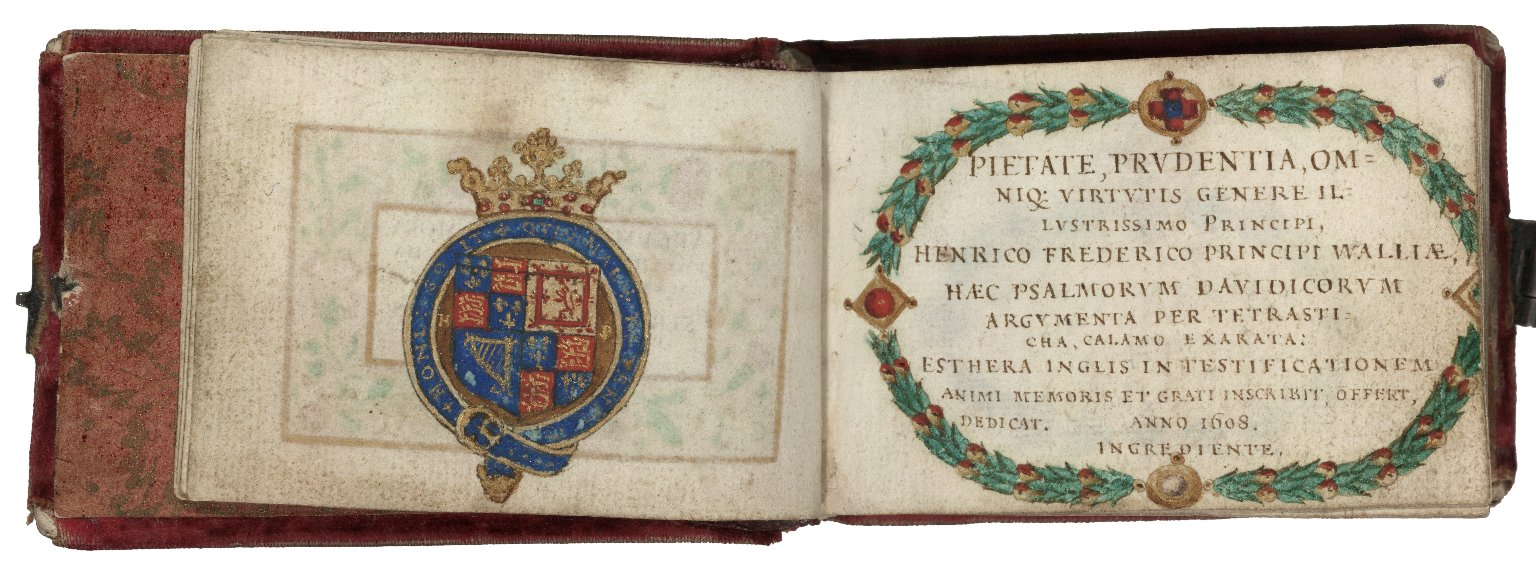
Присвятна сторінка Argumenta psalmorum Davidis принцу Генріху, 1608 р.

Інгліс в основному випускала свої ілюстровані квітами рукописи в 1606 і 1607 роках, за рідкісним винятком, і почала випускати набагато менше рукописів після 1607 року. Невідомо чому, але деякі висувають ідею, що ілюстрації просто не були так популярні, як колись, або що вони були занадто складними, щоб продовжувати випускати їх постійно. Існує також думка, що Інгліс могла знайти покровительство при дворі принца Генріха. У поєднанні зі стипендією її чоловіка це, можливо, забезпечило їм достатню фінансову стабільність, щоб не робити таких ілюстрованих рукописів або навіть багато рукописів узагалі. З 1607 по 1614 рік Інгліс створила лише вісім рукописів, про які відомо, п'ять із них були присвячені або принцу Генрі, або серу Девіду Мюррею. Крім того, Інгліс рідко зверталася до інших меценатів протягом цього періоду часу, таким чином надаючи додаткові докази ідеї про те, що вона знайшла певний тип патронату в домі Генрі, і тому більше не потребувала створювати такі роботи або навіть демонструвати свої художні здібності для реклами.

## Теорії ілюстрації квітів
Інгліс використовувала квіти у своїх роботах в основному для створення привабливих рукописів, які створювали б можливості для працевлаштування або винагороди. Однак, можливо, це була не єдина причина, через яку Інгліс вирішила використовувати квіти. У багатьох своїх присвятах Інгліс наголошувала на тому, що те, чим вона займається, є «жіночою роботою». Це свідчить про те, що вона усвідомлювала своє становище жінки в патріархальному суспільстві. Як жінка, вона була обмежена у виборі текстів, тому, найімовірніше, вона зосереджувалася переважно на біблійних чи релігійних текстах.
Існує також теорія, що вона використовувала квіти у своїх роботах, щоб зобразити певний тип символіки, де кожна квітка символізує щось конкретне. На окремому її портреті, зробленому в 1595 році, у верхньому лівому куті можна побачити маленький вузол квітів. Складається з гілочок лаванди та гвоздик, це символізує любов і цнотливість, і лише через рік Інгліс вийшла заміж за Келло. Однак вагомих доказів на підтримку цієї теорії немає.

## Персоналізація книг
На початку своєї кар'єри, ще до створення авторських рукописів на квіткову тематику, Інгліс черпала натхнення в дизайні друкованих книг, часто копіюючи вигравіювані межі назв, орнаменти та ініціали. Дві з тих, що вважаються найчудовішими книгами того періоду, — це C.L. Psaumes de David, присвячена принцу Морісу Нассаускому в 1599 році, і Le Livre de l'Ecclesiaste, присвячена графині де Роан в 1601 році. Обидві роботи поєднують елементи з різних джерел, які всі разом створюють подарункові книги з урахуванням характеру і індивідуальності одержувача. Інгліс використовувала квіти у своїх роботах в основному для створення привабливих рукописів, які створювали б можливості для працевлаштування або винагороди. Однак, можливо, це була не єдина причина, через яку Інгліс вирішила використовувати квіти.
Лише пізніше у своїй кар'єрі Інгліс почала малювати кольором та ілюструвати різні квіти, фрукти чи маленьких тварин, які часто з'являлися на обрамленні фламандських рукописів. Навіть пізніше у своїй кар'єрі вона повернулася до розробки відтворених друкованих книг, включаючи відтворення п'ятдесяти однієї з Emblemes ou devises chrestiennes Жоржет де Монтене для принца Чарльза.
Хоча творчі бортики та барвисті ілюстрації були частиною техніки Інгліс, вона також вишивала свої роботи. Інгліс виготовляла обкладинки, схожі на дорогоцінні камені, для своїх королівських робіт, зазвичай вишиті насінням перлів і золотою та срібною ниткою на червоному оксамиті. Обкладинка кожної книги доповнює внутрішню експозицію її книжок майстерним каліграфічним стилем, титульними сторінками, автопортретами, орнаментами, малюнками тушшю та емблемами.

## Залучення протестантів
Батьки Інгліс були протестантами, і вони залишили свій будинок у Франції під час протестантських переслідувань, що робить ймовірним, що Інгліс також виховувалася протестанткою. Інгліс та її чоловік були відомі як прихильники протестантської релігії. Багато книг Інгліс навіть були подаровані членам протестантської громади Єлизавети I та Якова VI.
З приблизно шістдесяти різних рукописів, які були ідентифіковані як робота Інгліс, більшість є копіями протестантських релігійних текстів. Ці рукописи включали псалми з Женевської Біблії, а також інші версії Біблії, вірші з Приповістей та Екклезіаста, а також чотиривірші Гі дю Фора, сеньйора де Пібрака та октонери Антуана де ла Роша Шандьє, двох відомих французьких релігійних письменників шістнадцятого століття.

## Діти
В Естер Інгліс було п'ятеро дітей, включаючи доньок Марі та Елізабет. Її старший син Самуель здобув освіту в Единбурзькому університеті. У червні 1620 року Інгліс написала королю Якову, сподіваючись, що вона зможе отримати стипендію її сина в Оксфорді чи Кембриджі. Семюель Інгліс змінив свого батька на посаді ректора Спексхолла в Саффолку за його життя, і, можливо, проти його волі.
Двоє синів, Ісаак і Джозеф, поховані в церкві Віллінгейл, Ессекс, де їхній батько Варфоломій був настоятелем. Дві латунні таблички у вівтарі, датовані 1614 роком, вшановують їх простою епітафією.

## Подальше читання
- A True Renaissance Woman, Discover, No. 50, Summer 2024, National Library of Scotland, pp. 16 — 19, ISSN 1751-5998